# Daphnis horsfieldii
Daphnis horsfieldii är en fjärilsart som beskrevs av Butler 1877. Daphnis horsfieldii ingår i släktet Daphnis och familjen svärmare. Inga underarter finns listade i Catalogue of Life.